# Euchromia burmana
Euchromia burmana är en fjärilsart som beskrevs av Embrik Strand 1917. Euchromia burmana ingår i släktet Euchromia och familjen björnspinnare. Inga underarter finns listade i Catalogue of Life.